# Exocentrus multiguttulatus
Exocentrus multiguttulatus är en skalbaggsart som beskrevs av Maurice Pic 1927. Exocentrus multiguttulatus ingår i släktet Exocentrus och familjen långhorningar.
Artens utbredningsområde är Laos. Inga underarter finns listade i Catalogue of Life.